# 清水千尋
清水 千尋（しみず ちひろ、1947年5月1日　- 2010年12月28日）は、日本の法学者。専門は民法、特に財産管理論。立正大学法学部教授、同学部長、立正大学理事、副学長などを歴任。群馬県出身、男性。

## 概要
上智大学大学院に在学中の1977年に立正大学経営学部の助手を兼ね、1981年に立正大学に法学部が設立されると同時にその助教授に就任し、その後は亡くなるまで立正大学に奉職した。専門は民法全般にわたるが、中でも財産管理論。ドイツ・ゲッティンゲン大学法学部に研究留学しドイツ法学にも詳しい。

## 経歴
- 1971年3月　上智大学法学部卒業
- 1973年3月　上智大学大学院法学研究科修士課程修了
- 1975年4月　上智大学大学院法学研究科博士課程入学
- 1977年6月　立正大学経営学部経営学科助手
- 1978年3月　上智大学大学院法学研究科博士課程単位取得退学
- 1978年4月　立正大学経営学部経営学科講師
- 1981年4月　立正大学法学部助教授
- 1984年-1986年　ドイツ・ゲッティンゲン大学法学部に研究留学
- 1987年4月　立正大学法学部教授
- 1999年4月-2004年3月　立正大学法学部長
- 2007年4月-2010年12月　立正大学常任理事、副学長[1]

## 所属学会
- 日本私法学会
- 比較法学会
- 日米法学会[1]

## 研究業績

### 著書
- 判例演習民法I（共著・成文堂）
- 民法総則要説(共著・青林書院)
- 民法演習II（物権法・担保物権法）（共著・成文堂)
- 注解法律学全集(10)「民法Ⅰ〔総則（2）〕」{第90条-第174条ノ2｝（共著・青林書院)
- 現代民法II（物権・担保物権法）（共著・八千代出版)
- 民法演習III（債権総論）(共著・成文堂)
- 現代民法III（債権総論）（共著・八千代出版)
- 現代民法IV（債権各論）（共著・八千代出版)
- 導入対話による民法講義（総則）（共著・不磨書房)
- 導入対話による民法講義（債権総論）（共著・不磨書房）

### 論文
- 「授権（Ermaechtigung）に関する基礎的考察｣
- 「義務設定授権に関する─考察｣
- 「取立授権に関する─考察」（立正法学論集所収）ほか、
- 「他人によるクレジットカードの不正利用とカード保有者（会員）の責任について」（日本評論社「現代の法と政治」所収)
- 「授権行為の性質について」（法学書院「民法の基本論集Ｉ（総則)」所収)
- 「非権利者による抵当権の設定と権利者の追認」（有斐閣「ジュリスト増刊・担保の判例Ⅰ｣所収)
- ｢代理店・特約店に関する信頼関係について｣（信山社「民法解釈学の展望」所収）